# Biblia Karolińska

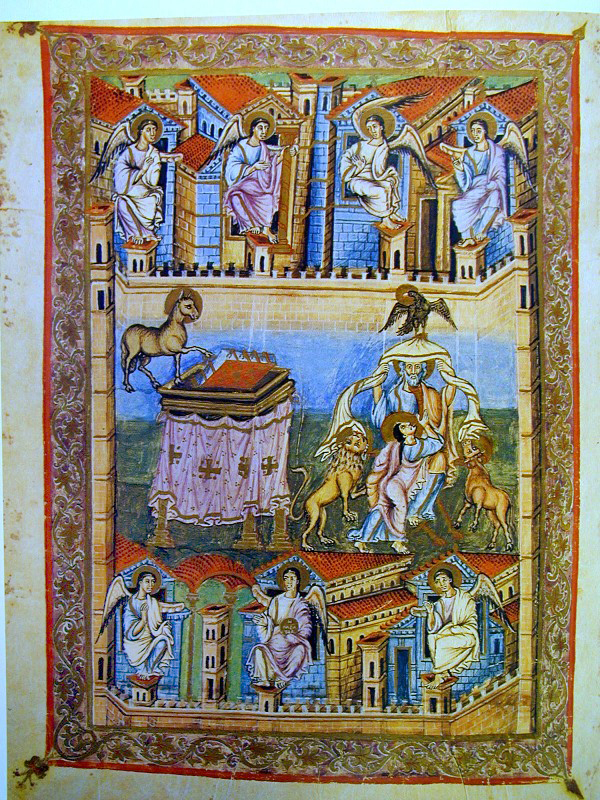
Frontyspis Apokalipsy św. Jana

Biblia Karolińska – iluminowany manuskrypt, wykonany około 870 roku w Reims na zlecenie króla zachodniofrankijskiego Karola Łysego. Uznawany jest za najbogaciej iluminowaną z zachowanych Biblii powstałych w kręgu sztuki karolińskiej. Podczas koronacji cesarskiej Karola w Rzymie w 875 roku księga została podarowana papieżowi Janowi VIII. W XI wieku, za czasów papieża Grzegorza VII, umieszczono ją w opactwie benedyktyńskim przy bazylice św. Pawła za Murami, gdzie znajduje się do dziś.

## Opis
Spisana na pergaminie księga liczy 337 kart in folio formatu 448×335 mm. Otwiera ją poemat dedykacyjny napisany przez niejakiego Ingoberta. Manuskrypt zdobią tablice z Kanonami Euzebiusza, 92 inicjały (w tym 36 całostronicowych) i 24 karty z frontyspisami. Na podstawie analizy ikonograficznej wyróżnia się trzech pracujących nad księgą iluminatorów, reprezentujących najlepsze tradycje tzw. szkoły z Reims.